# Astragalus gillettii
Astragalus gillettii är en ärtväxtart som beskrevs av C.C.Towns. Astragalus gillettii ingår i släktet vedlar, och familjen ärtväxter. Inga underarter finns listade i Catalogue of Life.